# Hinterstoder
Hinterstoder är en ort och kommun i distriktet Kirchdorf i förbundslandet Oberösterreich i Österrike. Kommunen har 866 invånare (2024).
Kommunen består av fem orter (Ortschaften) (inom parentes invånarantal 1 januari 2024):
- Hutterer Böden (3)
- Hinterberg (130)
- Hinterstoder (309)
- Tambergau (166)
- Mitterstoder (258)

## Sport och fritid
Här har bland annat deltävlingar vid världscupen i alpin skidåkning genomförts.